# Wojciech Ziółkowski
Wojciech Ziółkowski, né le 17 octobre 1984, est un coureur cycliste polonais. Il participe à des épreuves sur route et sur piste.

## Biographie
En juillet 2017, il tente de battre le record de l'heure. Bien qu'il ne réussit à battre le record du monde, il établit un nouveau record polonais de 49,470 km. 

## Palmarès sur route

### Par année
- 2004
  - 1re étape de l'Energa Tour
  - 3e de l'Energa Tour
- 2010
  - Szlakiem Bursztynowym Hellena Tour :
    - Classement général
    - 2e étape (contre-la-montre)

  - Mémorial Roman Siemiński
- 2011
  - 3e du championnat de Pologne du contre-la-montre
- 2018
  -  Champion de Pologne du contre-la-montre en duo (avec Marcin Białobłocki)

### Classements mondiaux
| Année           | 2007 | 2008 | 2009 | 2010 | 2011 | 2012 | 2013 | 2014 | 2015 | 2016 | 2017 | 2018   | 2019   |
| --------------- | ---- | ---- | ---- | ---- | ---- | ---- | ---- | ---- | ---- | ---- | ---- | ------ | ------ |
| UCI Europe Tour | 890e |      |      |      | 989e |      |      |      |      |      |      | 2 124e | 1 737e |

## Palmarès sur piste

### Championnats du monde
- Bordeaux 2006
  - 14e de la poursuite par équipes
- Berlin 2020
  - 16e de la poursuite individuelle

### Championnats nationaux
- 2019
  -  Champion de Pologne de poursuite